# Буковский, Владимир Константинович
Влади́мир Константи́нович Буко́вский (30 декабря 1942, Белебей, Башкирская АССР, СССР — 27 октября 2019, Кембридж, Великобритания) — советский, британский и российский правозащитник, писатель, публицист и общественный деятель. Один из основателей и активный участник диссидентского движения в СССР.
Получил известность на Западе тем, что предал гласности практику карательной психиатрии в СССР (). В общей сложности в тюрьмах и на принудительном «лечении» провёл 12 лет. В 1976 году советские власти обменяли Буковского на лидера чилийских коммунистов Луиса Корвалана, после чего Буковский переехал в Кембридж.
Автор нескольких книг, в том числе «И возвращается ветер», «Письма русского путешественника» и «Построить замок», а также многих статей и эссе. Выдвигался кандидатом в президенты России на выборах 2008 года, но не был зарегистрирован. В 2008 году принимал участие в организации политического движения «Солидарность» (). В 2014 году МИД России отказал Буковскому в российском гражданстве. 
В 2015 году в Великобритании против него было возбуждено дело о хранении детской порнографии категории A. Он умер до того, как суд вынес решение по этому делу.

## Биография

### Детство
Родился в эвакуации в городе Белебей (Башкирской АССР). Сын известного советского писателя и журналиста Константина Буковского; воспитывался матерью. Родившийся в семье с польскими корнями, он был правнуком польского офицера, взятого в плен царской армией в битве при Остроленке и сосланного в Сибирь. Учился Буковский в Москве, куда семья вернулась из эвакуации.
Услышав доклад Н. Хрущёва о сталинских преступлениях, четырнадцатилетний Буковский стал убеждённым противником коммунистической идеологии. Первый его конфликт с властью произошёл в 1959 году: за участие в издании рукописного журнала он был исключён из школы (№ 59 им. Н. В. Гоголя). Образование продолжил в вечерней школе.

### «Маяковка»
В 1960 году 18-летний Володя вместе с Юрием Галансковым, Эдуардом Кузнецовым и другими становится одним из организаторов регулярных собраний молодёжи у памятника поэту Маяковскому в центре Москвы (т. н. «Маяковка», или «Маяк»). После арестов нескольких активистов «Маяковки» у Буковского был проведён обыск и изъято его сочинение о необходимости демократизации ВЛКСМ (впоследствии этот документ был квалифицирован следователем как «тезисы о развале комсомола»).  В конце 1961 года Буковского, который к тому времени стал студентом биолого-почвенного факультета Московского университета, не допустили к сессии и отчислили из университета.
В 1962 году психиатр А. В. Снежневский поставил Буковскому диагноз «вялотекущая шизофрения» (однако позднее Буковский был обследован западными психиатрами и признан здоровым).
В 1962 году в ходе суда над активистами «Маяковки» возникла угроза возбуждения уголовного дела против него, и он уехал в геологическую экспедицию в Сибирь, где провёл полгода.

### Аресты 1963 и 1965 годов
В 1963 году был впервые арестован за изготовление двух фотокопий книги югославского инакомыслящего Милована Джиласа «Новый класс», запрещённой в СССР. Его признали невменяемым и отправили на принудительное лечение в Ленинградскую спецпсихбольницу; там он познакомился с генерал-майором Петром Григоренко — правозащитником, жертвой использования психиатрии в политических целях, — которого впоследствии ввёл в диссидентский круг. На свободу Буковский вышел в феврале 1965 года.
В начале декабря 1965 года принял активное участие в подготовке «митинга гласности» в защиту Андрея Синявского и Юлия Даниэля, за что снова был задержан и насильственно госпитализирован в Люберецкую психиатрическую больницу. Через несколько месяцев его отправили в институт имени Сербского, где он пробыл 8 месяцев; при этом члены экспертной комиссии не смогли прийти к единому мнению о его психическом состоянии: двое сочли, что Буковский болен, двое — что совершенно здоров. На Западе была организована широкая кампания в поддержку Буковского, в результате которой в Москву приехал представитель международной организации Amnesty International, сумевший добиться его освобождения в августе 1966 года.

### Арест 1967 года
В третий раз был арестован за организацию 22 января 1967 года на Пушкинской площади в Москве протестной демонстрации, осуждающей арест Александра Гинзбурга, Юрия Галанскова и их друзей.  На этот раз был признан вменяемым (психически здоровым). На процессе в Московском городском суде (проходившем с 30 августа по 1 сентября 1967 года; вместе с Буковским судили также и других участников демонстрации — Вадима Делоне и Евгения Кушева) Буковский не только отказался признать себя виновным, но и произнёс резкую обличительную речь, которая затем получила широкое распространение в самиздате. Суд приговорил Буковского к трём годам лишения свободы по статье 190.3 УК РСФСР (активное участие в групповых действиях, нарушающих общественный порядок).
В январе 1970 года, отбыв лагерный срок, Буковский  вернулся в Москву и сразу же стал одним из лидеров диссидентского круга, сформировавшегося за годы его отсутствия на свободе. Чуть больше года после возвращения Буковский работал литературным секретарём, причём среди его работодателей тогда был и писатель Владимир Максимов.

### Карательная психиатрия
Находясь на свободе, Буковский дал несколько интервью западным корреспондентам, в которых раскрыл проблему политических заключённых, подвергающихся психиатрическим репрессиям, тем самым предав гласности тему карательной медицины в СССР. После этого КГБ сделал Буковскому официальное предостережение с угрозой привлечения к уголовной ответственности, если он не прекратит передавать на Запад информацию о нарушениях прав человека в СССР; за Буковским демонстративно стала вестись наружная слежка. Несмотря на угрозу и слежку, в 1971 году он обратился с письмом к зарубежным врачам-психиатрам, приложив к нему 150 страниц документов, свидетельствовавших о злоупотреблениях психиатрией в политических целях в СССР.
В документах, переданных Буковским, содержались копии заключений судебно-психиатрических экспертиз шести признанных в СССР невменяемыми известных инакомыслящих: Петра Григоренко, Натальи Горбаневской, Валерии Новодворской и других. В результате западные психиатры впервые получили возможность изучить копии психиатрических диагнозов, поставленных советскими психиатрами, изучить особенности их диагностических методов. На основании документов группа британских психиатров сделала вывод, что диагнозы этим шести диссидентам ставились исключительно по политическим мотивам.

### Арест 1971 года

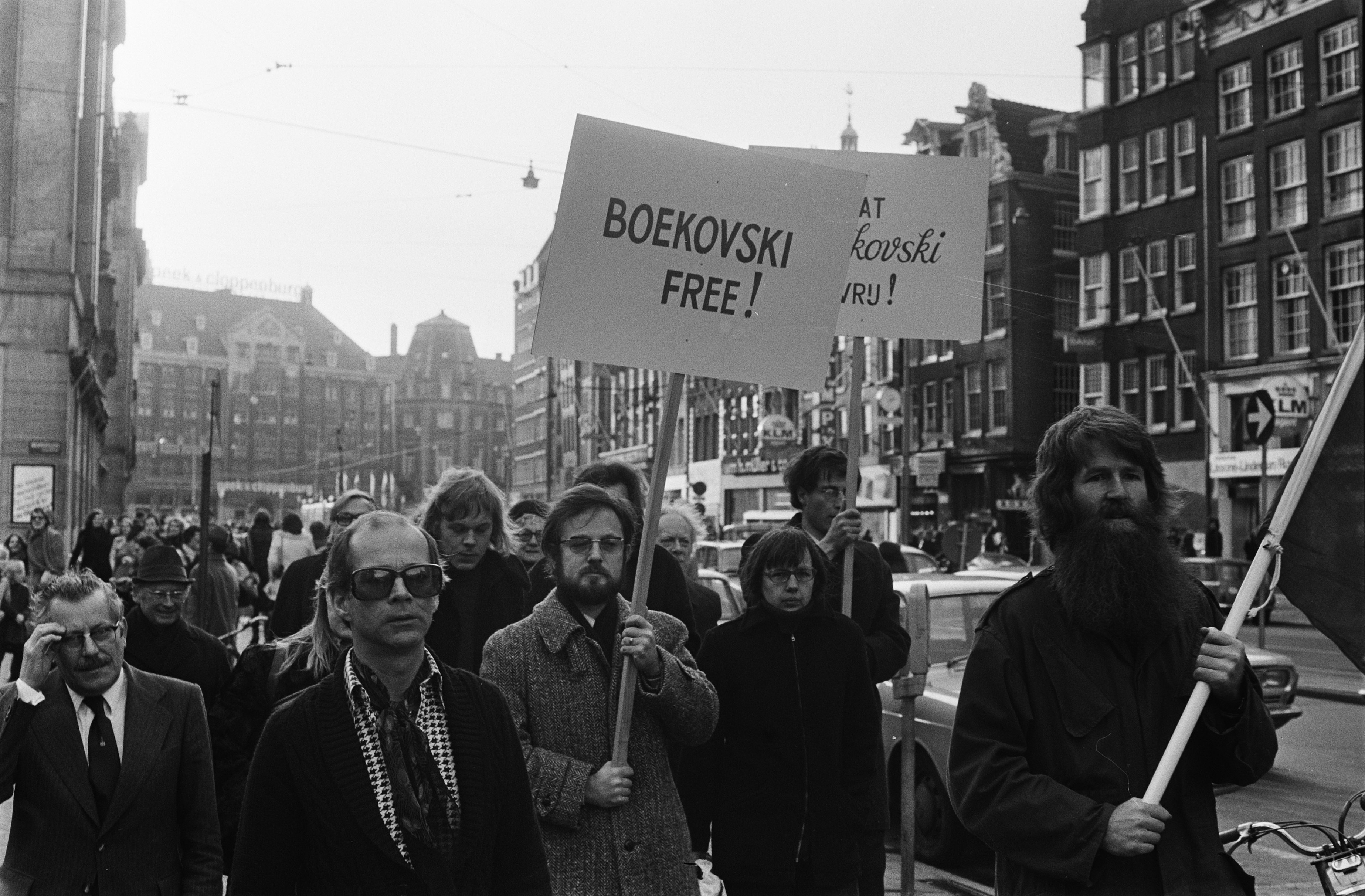
Демонстрация за освобождение из тюрьмы Буковского (Амстердам, 4 января 1975 года)

29 марта 1971 года Буковского арестовали в четвёртый раз. Перед арестом в газете «Правда» была опубликована статья, в которой правозащитник назван «злостным хулиганом, занимающимся антисоветской деятельностью». Статья в газете, тираж которой тогда исчислялся десятками миллионов экземпляров, принесла Буковскому всесоюзную известность.
Процесс над Буковским состоялся 5 января 1972 года в Московском городском суде. За «антисоветскую агитацию и пропаганду» его приговорили к 7 годам заключения (с отбыванием первых двух лет в тюрьме) и 5 годам ссылки — максимальный срок наказания по статье 70.1 УК РСФСР.
Срок отбывал во Владимирской тюрьме, затем в колонии строгого режима «Пермь-35». Находясь в заключении, в соавторстве со своим солагерником, психиатром Семёном Глузманом, написал «Пособие по психиатрии для инакомыслящих» — руководство, призванное помочь тем, кого власти пытаются объявить невменяемыми. Принимал активное участие в правозащитных акциях осуждённых — писал и подписывал протесты, петиции, заявления и обращения, участвовал в протестных забастовках и голодовках, неоднократно водворялся в штрафной изолятор и переводился в помещение камерного типа. За организацию месячной коллективной голодовки в защиту заключенного Евгения Пронюка в июне 1974 года Буковского возвратили во Владимирскую тюрьму как «злостного нарушителя режима».
Владимир Набоков в письме в газету The Observer писал: «Героическая речь Буковского в защиту свободы, произнесённая во время суда, и пять лет мучений в отвратительной психиатрической тюрьме будут помниться ещё долго после того, как сгинут мучители, которым он бросил вызов».
В этот период С. В. Каллистратова пишет открытое письмо в поддержку В. Буковского, характеризуя его «как человека абсолютно бескорыстного, преданного Родине, человека души и обострённой совести». Группа правозащитников распространила открытое письмо в защиту от клеветы на страницах «Литературной газеты» (интервью первого заместителя министра юстиции СССР А. Я. Сухарева).

### Обмен на Корвалана и эмиграция
18 декабря 1976 года Буковского обменяли на самого известного чилийского политзаключённого — лидера Коммунистической партии Чили Луиса Корвалана. Известна частушка, сочинённая Вадимом Делоне по этому поводу: «Обменяли хулигана на Луиса Корвалана. Где б найти такую б…ь, чтоб на Брежнева сменять?!». Из Москвы в Цюрих вылетел Ту-134, в котором находились Буковский, его мать, сестра и тяжело больной племянник, а также четверо сотрудников группы «А» — заместитель командира группы майор Р. П. Ивон и его подчинённые Н. В. Берлев, Д. А. Леденёв и С. Г. Коломеец. Буковского держали на борту самолёта в наручниках. Так как его встречали американцы, он подумал, что самолёт приземлился не в Швейцарии, а в США, и не хотел из него выходить. Однако после долгих уговоров «альфовцы» убедили его покинуть борт, завершив процедуру обмена. По воспоминаниям Берлева, Буковский утверждал, что сопровождавшие его силовики из группы «А» обращались с ним куда более вежливо, чем сотрудники советской милиции.

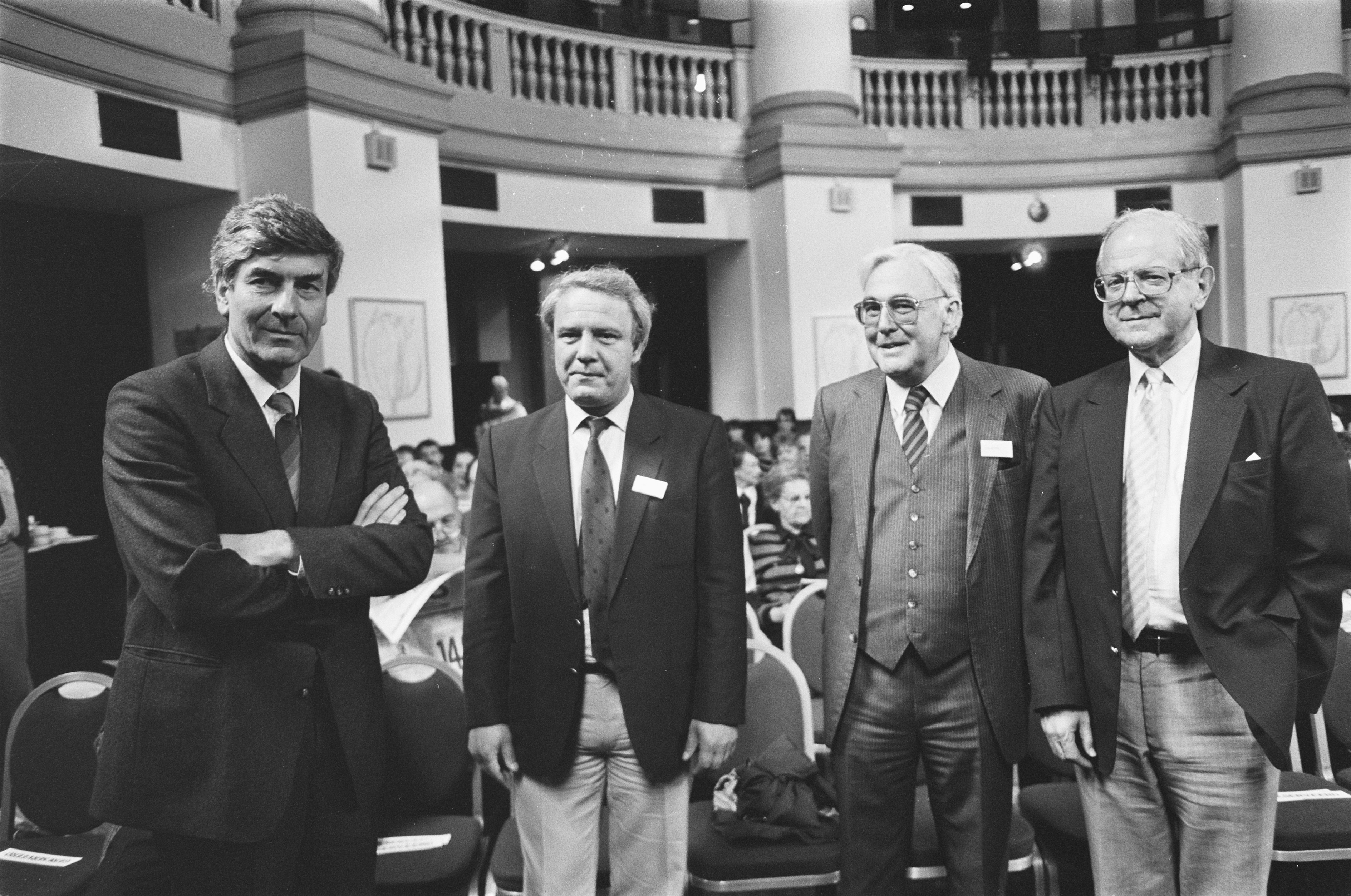
Буковский (второй слева) на Пятом сахаровском конгрессе в Амстердаме в 1987 году

С собственных слов, Буковский просидел месяц в Цюрихе. Вскоре Буковский был принят в Белом доме президентом США Дж. Картером. Он поселился в Великобритании, окончил Кембриджский университет по специальности «нейрофизиология». Написал книгу воспоминаний «И возвращается ветер…» (1978), изданную на многих языках, и книгу «Письма русского путешественника» (1980), посвящённую впечатлениям от жизни на Западе и сравнению её с советским режимом. Опубликовал также брошюру «Пацифисты против мира» (1982), в которой показал, что западные пацифисты, протестовавшие против размещения в Западной Европе американских ракет, являются марионетками в руках Советов (издать эту брошюру помог известный французский политик, один из лидеров французского мая 1968 года Даниэль Кон-Бендит).
Буковский продолжал активно заниматься политической деятельностью: он стал одним из организаторов кампании по бойкоту московской Олимпиады-80. В 1983 году вместе с писателем Владимиром Максимовым, бывшим политзаключённым Эдуардом Кузнецовым и кубинским диссидентом Армандо Вальядаресом участвовал в создании международной антикоммунистической организации «Интернационал сопротивления», был избран её президентом (председателем правления являлся американский предприниматель и бывший сотрудник УСС Альберт Жоли (Джолис)). Участвовал в организации пропаганды в адрес Ограниченного контингента советских войск, введённого в декабре 1979 года в Афганистан.
В апреле 1991 года Буковский впервые после высылки посетил Москву — по приглашению Председателя Верховного Совета РСФСР Б. Н. Ельцина. В сентябре 1991 года снова посетил СССР, был принят председателем КГБ В. Бакатиным; по собственному признанию, вывез из здания бывшего ЦК КПСС более 3 000 листов секретных документов. 11 сентября 1991 года он и Р. Г. Пихоя подписали соглашение «О международной комиссии по изучению деятельности партийных структур и органов государственной безопасности СССР», согласно которому в состав комиссии должны были войти, в частности, Гуверовский институт, Америкен энтерпрайз институт, Исследовательский отдел радио «Свобода», РГГУ, центр «Мемориал».

### После распада СССР
По приглашению новых российских властей Владимир Буковский принял участие в процессе по делу «КПСС против Ельцина» в Конституционном суде РФ (июль — октябрь 1992) в качестве официального эксперта Конституционного суда РФ. В ходе подготовки к судебным слушаниям Буковский получил доступ к секретным документам ЦК КПСС, КГБ и др. из Архива Президента РФ (особая папка). Часть документов Буковский отсканировал на свой компьютер и впоследствии опубликовал; в настоящее время известен только один аналог архива, собранного Буковским. Собранные архивные материалы вошли в книгу Буковского «Московский процесс» (1996).
Летом 1992 года Буковский был предложен группой депутатов Моссовета кандидатом на пост мэра Москвы, но взял самоотвод.
В 1992 году Буковский попытался отказаться от российского гражданства, которое ему, как и ряду других диссидентов, было возвращено при Ельцине. Он сделал это в знак протеста против политики Ельцина — в частности, против проекта новой конституции России, которая показалась Буковскому чрезмерно авторитарной. Отказ от гражданства не был принят, дальнейших юридических шагов для реализации отказа Буковский не предпринимал. В 1996 году Буковский демонстративно пытался въехать в Россию по британскому паспорту, но ему было отказано в российской визе.
В октябре 1993 года поддержал разгон Съезда народных депутатов и Верховного Совета России, заявив, что «его (Ельцина) действия были абсолютно оправданными и вынужденными, тут нет ни малейшего сомнения <…> его оппоненты совершили не политические ошибки — они совершили уголовные преступления».
В 2007 году Буковский получил обновлённый российский паспорт.

### 2000-е годы
В 2002 году в Кембридж для встречи с Буковским и обсуждения дальнейших действий российской оппозиции приезжал лидер фракции СПС в Государственной думе Борис Немцов. Согласно сообщениям прессы, Буковский призвал Немцова к переходу в радикальную оппозицию Владимиру Путину. В беседе с Борисом Немцовым Буковский сказал:

Единственный шанс сегодня спасти Россию от зарождающегося тоталитаризма, дать возможность нормальной жизни новому поколению — это создание сильной, мощной демократической оппозиции нынешнему режиму. Без этого, я глубоко убеждён, никаких перспектив у России просто нет. И я очень надеюсь на то, что «Союз правых сил» сможет стать такой оппозицией Путину, потому что иначе Россия просто обречена. Если вы на это готовы, я желаю вам успеха и победы.
— Владимир Буковский, апрель 2002 года
В 2004 году Владимир Буковский стал соучредителем общественно-политического «Комитет 2008: Свободный выбор», в состав которого также вошли Гарри Каспаров, Борис Немцов, Владимир Кара-Мурза (мл.), Евгений Киселёв и другие оппозиционные политические деятели России.
В 2005 году Буковский стал одним из персонажей документального фильма «Они выбирали свободу» телекомпании RTVi.
Кандидат в президенты РФ
28 мая 2007 года Буковский был выдвинут кандидатом в президенты РФ от демократической оппозиции на выборах 2008 года и в тот же день заявил о своём согласии баллотироваться.
В состав Инициативной группы по выдвижению Буковского кандидатом в президенты входили известные российские политики и общественные деятели, в том числе академик Юрий Рыжов, журналист Владимир Кара-Мурза-младший, публицист Андрей Пионтковский, политолог Владимир Прибыловский, правозащитник Александр Подрабинек, писатель Виктор Шендерович и другие.
16 декабря 2007 года состоялось собрание инициативной группы в поддержку выдвижения Буковского, на котором было собрано 823 подписи, при необходимых 500, для регистрации кандидата в ЦИК РФ. 18 декабря Буковский подал документы в ЦИК.
Центризбирком отклонил заявку Буковского, мотивируя отказ проживанием Буковского вне территории РФ последние 10 лет и отсутствием документов, подтверждающих его род занятий. Верховный суд подтвердил законность отказа после обращения Буковского.

### 2010-е годы
10 марта 2010 года Буковский подписал обращение российской оппозиции к гражданам России «Путин должен уйти».
Весной 2011 года Буковский подал иск в лондонский суд с требованием запретить выезд Михаила Горбачёва из Соединённого Королевства в связи с судебным преследованием по обвинению в преступлениях, предположительно совершённых им в должности генсека КПСС в Баку, Тбилиси и Вильнюсе. Эти усилия успеха не имели.
В марте 2014 года консульский отдел российского посольства в Лондоне вместо смены загранпаспорта Буковского (срок действия которого истёк в 2012 году) начал проверку наличия у него гражданства РФ. По этому поводу главе МИДа РФ Сергею Лаврову был подан запрос от депутата Госдумы РФ Дмитрия Гудкова. Посольство России в Лондоне не смогло подтвердить гражданство Буковского, посоветовав ему получить российскую визу по британскому паспорту. В ноябре 2014 Министерство иностранных дел РФ признало обоснованным отказ посольства России в Лондоне выдать Буковскому новый паспорт и разъяснило, что считать его гражданином России нельзя.
В августе 2014 года, после Евромайдана, выразил Украине поддержку. А воевавших против Украины в войне на Донбассе, назвал «ублюдками, дегенератами, которые запутались в собственных мифах», и которые прикрываются извращённым пониманием православия.
По утверждению Би-би-си, Буковский был одним из идеологов Партии независимости Соединённого Королевства (UKIP, Великобритания). Оказавшаяся на втором месте по итогам выборов в Европарламент в Великобритании, UKIP добивалась выхода страны из Европейского союза. На выборах 22 мая 2014 года эта партия неожиданно набрала 27,49 % голосов и получила 24 места в Европарламенте. Буковский участвовал в съёмках видеоролика UKIP «ЕС и Советский Союз — сходство».

### Дело о хранении детской порнографии
В октябре 2014 года полиция Великобритании провела обыск в доме Буковского в Кембридже, при обыске на электронных устройствах в доме были обнаружены около двадцати тысяч фото и видео, содержащих детскую порнографию категории A (включающую в себя пенетративные сексуальные акты с детьми, сексуальные акты детей с животными и акты садизма в отношении детей) с участием мальчиков и младенцев. 27 апреля 2015 года Королевская прокуратура Великобритании предъявила Буковскому обвинения в хранении и «создании» (скачивании) детской порнографии. Тогда же Буковский сообщил о тяжёлой болезни сердца. 
Заявления Буковского по этому делу были противоречивы. В беседах со следователями Буковский не отрицал, что на протяжении пятнадцати лет коллекционировал детскую порнографию и что коллекционирование детской порнографии стало для него своеобразным хобби. Также он заявлял о том, что дети на порнографических фотографиях и видео выглядят так, как будто им нравится происходящее. Однако в разговорах с журналистами Буковский называл обвинения абсурдными и утверждал, что изображения были тайно загружены на его компьютер российскими спецслужбами (в ходе суда тайная загрузка этих файлов была признана невозможной).
В августе 2015 года Буковский подал в суд на Королевскую прокурорскую службу Великобритании, обвинив её в клевете, однако эта жалоба была позднее отклонена судом. 20 апреля 2016 года Буковский объявил голодовку, добиваясь снятия обвинений.
12 декабря 2016 года в Кембридже начался судебный процесс по делу против Буковского. Судебный процесс над ним несколько раз откладывался в связи с состоянием его здоровья. В июле 2017 года он был отложен до февраля 2018 года. 12 февраля 2018 года судебный процесс был приостановлен до улучшения состояния здоровья Буковского.

### Смерть и похороны
Скончался от остановки сердца в Кембридже в больнице Адденбрукс 27 октября 2019 года в 21:30 по Гринвичу. Похоронен 19 ноября на Хайгейтском кладбище в Лондоне.  На похоронах присутствовали советские и российские политические эмигранты разных поколений, бывшие диссиденты из России (например, А. Подрабинек, В. Кара-Мурза), а также делегация посольства Польши. Представитель польского посольства прочёл обращение польского премьера Матеуша Моравецкого, который от имени всей Польши поблагодарил Буковского за поддержку польского антикоммунистического движения в 1980-х годах и за публикацию архивных документов ЦК КПСС о введении военного положения в Польше в 1981 году.

## Взгляды и высказывания
Придерживался либертарианских экономических и политических взглядов. Был почётным вице-президентом Ассоциации свободы — британского консервативно-либертарианского аналитического центра.
В интервью 2007 года высказал убеждение, что «социализм — это идея, которая сейчас в кризисе и в будущем исчезнет».

### О КГБ СССР
По мнению Буковского, никакой компромисс с представителями КГБ СССР невозможен:

КГБ — особая порода животных. Слово «нет» они не понимают, договориться с ними нельзя, на компромисс сами не идут, а компромисс противника воспринимают как слабость. И если ты не послал КГБ, значит, что ты сам себе сделал большое горе. Это значит, что они будут давить дальше, пока не завербуют. У КГБ есть только две ипостаси: или ты их враг, или ты их агент. И между этими двумя больше ничего.
— «Владимир Буковский: „Я готов приехать и обучить Порошенко посылать Путина. У меня хороший опыт“»

### О будущем России
По мнению Буковского, Россия должна пережить период распада:

Россия должна пережить период распада, фрагментации, у неё должно возникнуть региональное самоуправление, которое Путин прикрыл. Без этого эта огромная страна жить не будет. Или это будет всегда централизованная диктатура, или некая федерация, где всё решается по-партнерски по договоренностям, а не по приказу сверху. <…> И когда отдельные субъекты федерации смогут отстроить своё самоуправление, тогда они смогут договориться о конфедерации. А пока этого не произошло, будет вечный соблазн скатиться к иерархической жёсткой вертикали. Эта система демократии не терпит. <…> Процесс фрагментации и федерализации займет довольно много времени.

### О диссидентах СССР
По мнению Буковского, движение диссидентов в СССР имело не политические, а нравственные причины:

Мы все, все диссиденты говорили, что политика должна быть моральна. И мы возникли не как политическое движение. Мы были движение нравственное. Наш основной импульс был не переделать Россию, а просто не быть участником преступления. Не стать частью режима. Это был самый мощный мотив. А поскольку СССР не терпел такого инакомыслия, то началась война с нами.